# スーパー・ドラゴン
スーパー・ドラゴン（Super Dragon 1975年5月23日 - ）は、アメリカのプロレスラー。本名ダニエル・リヨン（Daniel Lyon）と言い、カリフォルニア州オレンジ郡出身。97年から活動を開始し、オール・プロレスリング（All Pro Wrestling）やレボリューション・プロ（Revolution Pro）、コンバットゾーン・レスリング、WCW、エクストリーム・プロレスリング（Xtreme Pro Wrestling）、リング・オブ・オーナーで活動していた。南カリフォルニアに拠点を置く、プロレスリング・ゲリラの創設者の1人でもある。

## 来歴

### キャリア初期、Rev-Pro（1996-2004）
1996年にスーパー・ドラゴンはワールド・パワー・レスリングス・スクールでオーナーのマーティン・マリーンの元でトレーニングを開始する。1997年にタイガー・ジョーを相手に初試合を行う。ドラゴンはブリッツキリングと友人になり、WCWのダークマッチに出場することになった。1999年にレボリューション・プロレスリング（Revolution Pro Wrestling ）に登場、レボリューション・プロレスリングの新世代のディスコ・マシン、TARO、エクスカリバー、ショウグンに合流する。しかし、しばらくして前十字靭帯を切り、2000年の7月に手術し、翌年1月に復帰している。2002年の10月のPride of the Mask IIで勝ったタッグチームの2人は互いのマスクを賭けて戦うという条件でスーパー・ドラゴンとショウグンのタッグは、TAROとエル・ガリネロ・スリーのタッグに勝利。条件通りショウグンとのマスクを賭けて対戦し、勝利している。
レボリューション・プロレスで活動していく中、ドラゴンはレスリングのスタイルを変えるようになり、ハイ・フライヤーからケンカをするようなスタイルに変え、コスチュームも明るい色から黒を基調にするようになった。その後TAROと抗争するようになり、2003年11月のレボリューション4周年のイベントでTAROとマスクを賭け対戦、勝利している。TAROは負けと同時に引退している。04年の5月にミスター・エキサイトメントを相手にレボリューションでの試合をして勝利。そしてこの試合を最後にレボリューションから離脱している。

### CZW（2002-2006）
スーパー・ドラゴンは2002年、CZWのBest of the Best 2に参戦している。04年に再び登場、エクスカリバーをパートナーにタッグマッチを数多く行ない、シングルではCZWアイアンマン王座に挑戦している。05年になるとブラックアウト（BLKOUT）と抗争を開始、12月のCage of Death 7のセミファイナルでラッカスの持つCZW世界ヘビー級王座へ挑戦し、獲得している。ドラゴンは初めて覆面レスラーとしてヘビー級王座を獲得した。
06年初頭のPPVであるAn Afternoon of Main Eventsでブラックアウトと抗争していたキング・オブ・レスリングとチームを組み、6人タッグでブラックアウトと対戦するが負けている。2月にタイトルを賭け、ラッカス、ケビン・スティーンの3wayで対戦するもラッカスに負け、タイトルを手放している。

### PWG（2003-現在）
2003年の5月にドラゴンはディスコ・マシン、エクスカリバー、ジョーイ・ライアン、スコット・ロスト、トップ・ガン・トルウォーの6人(通称：PWGシックス）で南カリフォルニアにプロレスリング・ゲリラ（Pro Wrestling Guerrilla）を設立する。7月に最初の興行を開催、M-Dogg 20と対戦している。2回目の興行でPWG王座を決めるトーナメントに出場、準決勝まで勝ち進むがジョーイ・ライアンに負けて敗退している。
2004年4月のThe Musicalでドラゴンはエクスカリバーとディスコ・マシンでS.B.S.を結成。エクスカリバーをパートナーにクリス・ボッシュとクイック・シルバーのタッグからPWGタッグチーム王座を獲得、4代目王座保持者になる。1度の防衛後にXフェデレーション（ジョーイ・ライアンとスコット・ロストのタッグ）に王座を奪われている。 Free Admission (Just Kidding)でPWG王座を賭けてカザリアンと対戦、勝利してPWG王座を初獲得した。ホミサイド、サモア・ジョー、ケビン・スティーンなどを退け、翌年4月のAll Star Weekend III Night TwoでAJスタイルズに王座を奪われるまでの1年間を防衛続けていた。
12月のUncanny X-Masでジョニー・ストームを相手に2度目の防衛を果たすが、試合後に偽スーパー・ドラゴンに襲撃されている。翌2005年2月のAll Nude Reviewでサモア・ジョーを相手に3度目の防衛後と、3月のJason Takes PWGでエクスカリバーとゲリラ・ウォーフェア形式でするも再び偽スーパー・ドラゴンに介入され負けている。偽スーパー・ドラゴンは試合後に自分から正体を明かし、ケビン・スティーンと判明、エクスカリバーにも裏切られ、スティーンとの抗争を開始する。5月のGuitarmageddonでディスコ・マシンとのタッグでスティーン、エクスカリバーと対戦するもディスコに裏切られ敗北。ドラゴンはスティーン、エクスカリバー、ディスコ・マシンの新たなS.B.S.との抗争も開始の中、デイビー・リチャーズとタッグを組むようになり、10月のAfter School Specialで2スクニー・ブラック・ガイズ（エル・ジェネリコとヒューマン・トルネードのタッグ）の持つタッグ王座に挑戦し、雪崩式ダイガー・ドライバーで勝利して王座を獲得している。12月のChanukah Chaos (The C's Are Silent)で新生S.B.S.のタッグ王座を賭けてエクスカリバー、ディスコ・マシンを相手に防衛。その後PWG王座を賭けたケビン・スティーンとジョーイ・ライアンの試合に乱入、サイコ・ドライバーをスティーンに決め、スティーンが王座を奪われる要因を作った。12月のAstonishing X-Masでスティーンとゲリラ・ウォーフェア形式で抗争の最終試合を行ない、勝利を収めている。
ドラゴンとリチャーズはタッグ王座をケープ・フィアー（エル・ジェネリコ、クイックシルバーのタッグ）、ロス・ルチャズ（ゾケル、フェニックス・スターのタッグ）、キング・オブ・レスリング（クリス・ヒーロー、クラウディオ・カスタニョーリ）、ロデリック・ストロング、ジャック・エヴァンスのタッグ、AJスタイルズ、クリストファー・ダニエルズのタッグといったタッグチームから長い間防衛し続けていたが、2006年5月にアロギャンス（スコット・ロストとクリス・ボッシュのタッグ）に破れタイトルを失っている（この長い防衛中にPWGタッグチーム王座をPWG世界タッグチーム王座と改めている）。タイトル陥落後は一時的に離脱している。
2006年9月のBattle of Los Angels Night Twoで行われたトーナメントでPWGに復帰、1回戦かつメイン試合でネクロ・ブッチャーと対戦して勝利してる。翌日のBattle of Los Angels 2006 Night Threeでカザリアン、ジャック・エヴァンスを破り決勝へ進むことになったが、バック・ステージで襲われて試合自体には参加できなかった（前日に怪我をしてしまい、怪我を隠すためのこのような処置になった）。パートナーのリチャーズは順調に勝ち進み、決勝へ進出。決勝でCIMAと対戦して勝利している。デイビーは優勝した際にPWG王座への挑戦ではなく、PWG世界タッグ王座への挑戦を表明した。10月のSelf-Titledでドラゴンと共に挑戦するはずだったが、流れてしまった。この際にドラゴンはB-Boyをパートナーに指名し、スコットとクリスのアロギャンスを破りPWG世界タッグ王座を獲得してしまう。11月のAll Star Weekend IV Night Oneのメインイベントでリチャーズはロデリック・ストロングをパートナーに指名し、王者組のドラゴンとB-Boy組を破り、リチャーズ、ストロングが王座を獲得、同時にドラゴンとリチャーズのタッグは解散をする。翌日のAll Star Weekend IV Night Twoのメインでドラゴン、B-Boy組は4wayマッチでリチャードにサイコドライバーを決め、タイトルを再び獲得している。12月のPassive Hostilityでケープ・フィアーに破れタイトルを手放している。
2007年に入ると新人のロニンと対戦し、タッグマッチながらピンフォール負けをしてしまっている。その後アキレス腱を怪我してしまい欠場してしまう。4月のAll Star Weekend V Night Twoで行われていたアロギャンス対ロドリック、エヴァンス組の試合にデイビー・リチャーズと共に乱入し、DDT4トーナメントへのアピールをした。しかし、5月のトーナメントではロデリック・ストロング、PACのタッグに敗れている。10月にイギリスで行われたEuropian Vacation II-Englandでケビン・スティーン、エル・ジェネリコのタッグからベルトを勝ち取り、リチャードとしては3回目、ドラゴンとしては5回目、タッグチームとしては2回目のタイトル獲得となった。
2008年1月のAll Star Weekend 6 Night Twoで引退に追い込んだTAROが一夜復活の相手を務めている。同じく1月のPearl Habraでリチャーズのスケジュールがつかなかったために王座を剥奪され、ダイナスティ（ジョニー・ライアン、スコット・ロストのタッグ）に王座が譲渡されタッグ王座になった。3月の1.21 Gigawattsでタッグ王座戦に介入、王者組のダイナスティを妨害して挑戦者組のケビン・スティーン、エル・ジェネリコのタッグを勝利に導いている。4月のIt's a Gift...and a Curseではダイナスティのライアンと対戦している。
2008年にドラゴンとリチャーズはタッグを再結成してDDT4トーナメントに参加。1回戦でエル・ジェネリコ、ケビン・スティーンのタッグに敗北してしまう上に、試合中に脳震盪になってしまう。この試合をきっかけに長年の脳震盪の蓄積を考え試合をしなくなる。試合をしないだけであってバックステージでは活動していたので、半引退に近い形だった。
2011年10月にヤング・バックスからリンチにあっているケビン・スティーンを救出するために復帰、スティーンとのタッグ活動を開始する。しばらくは無名のタッグだったが、12月にアペタイト・フォー・ディストラクション（Appetite for Destruction）というタッグ名に決定、ヤング・バックスの持つPWG世界タッグチーム王座に挑戦、勝利して自身の持つ最多記録を破り、6度目のタイトルを獲得している。しかし、2012年初頭に踵を骨折して長期欠場してしまい、5月にスティーンと世界タッグ王座を返還している。

## 得意技
バリー・ホワイト・ドライバー
ゴリー・スペシャルの体勢で捕らえた相手を前方に回転さして開脚式のパイルドライバーでマットに突き刺す。
ドラゴン・ボム
雪崩式タイガー・ドライバー。
サイコ・ドライバー
アルゼンチン・バックブリーカーで捕らえた相手の下半身を持ち上げ、開脚しながらパイルドライバーでマットに突き刺す、バーニング・ハンマー式パイルドライバーといった感じ。雪崩式でも使用する。一時期はサイコ・ドライバー2000の名前だった。
サイコ・ドライバーII
パンプハンドル式パイルドライバー。別名スーパーナチュラル・ドライバー。
サイコ・ドライバーIII
相手の片腕を首に巻きつけた腕決め式サイコ・ドライバー。
サイコ・ドライバーIV
相手の片腕を股の下でクラッチしたアルゼンチン・バックブリーカーの体勢からのみちのくドライバーII。
バイオレンス・パーティー
コーナーに追い込んだ相手にチョップ、エルボーを連続で殴ったあと何回も頭突き、フライングメイヤーで相手を尻餅についた状態にしたらサッカーボールキックで連続して蹴り、顔面に膝蹴りとステップキックをしてからラリアットで相手を薙ぎ倒す。
カーブ・スタンプ
相手の足をリバース・インディアン・デスロックで極めた変形サーフボードストレッチで捕らえた相手の両腕をクラッチし、上体を起こしては踏みつけ、相手の顔面を何度もマットに叩きつける技。
ドラゴン・ツイスター
フェニックススプラッシュと同型。
UFO
後頭部へのスプリング・ボード式スピニング・ヒール・キック。
- 腕ひしぎ逆十字固め
- ディスカス・ラリアット
- ドラゴン・スープレックス
- 変形フェイスロック式ネックブリーカー
- コーナーにいる相手へのローリング・ヒール・キック
- サマーソルト・トペ
- スタンディング式かダイビング式での相手の頭へのダブル・フットスタンプ
- STF
- ターンバックル式パワーボム

## 獲得タイトル
PWG（Pro Wrestling Guerrilla）
- PWG王座 ：1回
- PWG世界タッグチーム王座 ：6回 （w/B-Boy:2回, エクスカリバー：1回, デイビー・リチャーズ：2回、ケビン・スティーン：1回）

CZW（Combat Zone Wrestling）
- CZW世界ヘビー級王座 ：1回

APW（All Pro Wrestling）
- APWワールドワイド・インターネット王座 ：2回

Rev-Pro（Revolution Pro Wrestling）
- Rev-Proメキシカン・ルチャ・リブレ・ヘビー級王座 ：1回
- Rev-Proジュニアヘビー級王座 ：2回
- Rev-Proプライド・オブ・ザ・マスク王座 ：2回